# Roger Forissier
Pour les articles homonymes, voir Forissier.
Roger Forissier, né le 26 juin 1924 à Feurs (Loire) et mort en 2003 à Recloses, est un peintre et graveur français.

## Biographie

### Jeunesse à Lyon
Fils d'un père directeur d'aciéries, Roger Forissier grandit à Lyon et passe sa jeunesse dans le quartier de La Guillotière, sur la rive gauche du Rhône. Sa sœur Christiane naît en 1927. Ses parents envisageaient pour lui une brillante carrière à Saint-Cyr, mais Roger Forissier suit une fois par semaine les cours de dessin du peintre lyonnais Pierre Combet-Descombes (1885-1966). Puis il fréquente le Lycée Ampère, classé premier au cours de dessin où il peint La Classe de dessin, gouache avec laquelle il obtient un prix national en 1937 et les encouragements de son professeur Mr Bousquet.
En 1942, il entre à l'École nationale des beaux-arts de Lyon dans l'atelier d'Antoine Chartres (1905-1968), et partage son temps entre les fenaisons, les moissons, les vendanges et ses cours, essayant surtout d'échapper au Service du travail obligatoire. Il entraîne d'ailleurs ses condisciples dans la création d'une petite troupe de théâtre et d'activités musicales dont fait partie Mick Micheyl. Devant ces faits, deux de ses professeurs, le peintre Jacques Laplace (1890-1955), ayant remarqué la qualité de son travail, et le peintre René Chancrin (1911-1981) lui permirent d'accomplir son cycle scolaire en deux ans au lieu des quatre ans prévus.
À la Libération il était dans la Croix-Rouge. La maison de ses parents ayant disparu sous les bombardements, il loue un premier atelier dans les combles d'une maison sur les quais du Rhône en 1945. Pour perfectionner ses connaissances du modelé et apprendre la fresque, il travaille pendant un an et demi chez le sculpteur Louis Bertola (1891-1973). La maison de ses parents, place Jean Massé ayant été reconstruite, il retourne habiter chez eux en 1946.

### À l'École des beaux-arts de Paris
En 1947, il s'installe à Paris où il réussit le concours d'entrée à l'École nationale supérieure des beaux-arts. Maurice Boitel, qui part en Algérie, lui cède son atelier du 24 rue Bonaparte. Roger Forissier s'installe ensuite à la Villa des Lyonnais, au no 18 rue Ledion dans le XIVe arrondissement. Il étudie la fresque avec Pierre-Henri Ducos de La Haille(1889-1972), fait un passage par l'atelier de Nicolas Untersteller (1900-1967) et intègre l'atelier de Jean Dupas (1882-1964). René Béhéret, marchand d'estampes qui vend quelques petites toiles des élèves de l'école voisine, permet à Forissier de vendre son premier tableau. En 1952-1953, il devient pensionnaire de la Casa de Velázquez à Madrid. 
Il fonde Le Groupe des Lyonnais, groupe qui se dissout en 1955. Il tient sa principale exposition boulevard Haussmann à Paris avec six exposants lyonnais. Édouard Herriot en écrivit la préface de la plaquette du catalogue.

### La Nouvelle École de Paris
Peintre figuratif, Roger Forissier fait partie des Jeunes peintres de la Nouvelle école de Paris regroupés au Salon de la Jeune Peinture avec Bernard Buffet, Jean-Pierre Alaux, Jean Joyet, Maurice Boitel, Jean Jansem, Michel-Henry, Pierre-Henry, Monique Journod, André Vignoles, Jean-Pierre Pophillat, Xavier Valls etc. 
Il rencontre le peintre, graveur, critique et historien d'art Jean-Eugène Bersier (1895-1978) au Salon d'automne de 1951. Celui-ci lui recommande d'aller peindre en Hollande pour ses lumières.  De 1951 à 1952, il réside à la Villa Descartes à Amsterdam où il est fasciné par les paysages. La même année il devient lauréat de la Casa de Velazquez et il part pour Madrid où il va rencontrer les contrastes des lumières et des couleurs de l'Espagne, de 1952 à 1953
Il voyage en Hollande à Dordrecht et Amsterdam (1952-1959-1960), en Espagne aux Îles Canaries et au Maroc (1953-1972), sur les bords du Rhin à Nimègue (1959) et effectue d'autres voyages en Italie, Maroc, Suisse, Autriche (1979-1980), Danemark (1972), Japon, Égypte (1980), Grèce, États-Unis (1981), ainsi qu'en en France dans le Rouergue (1955), en Bretagne (1960), en Sologne (1962) et dans le Midi.
Il devient membre de l'Académie Henri Boitiat présidée par son ami Paul Ambille. Au Maroc, il reprend la technique de l'aquarelle et réalise de nombreux carnets de voyages
En octobre 1954, il épouse l'artiste peintre Nathalie Chabrier alors qu'il venait d'obtenir une bourse d'arts plastiques de l'État. Ils résident à la cité Montmartre-aux-artistes, au 189 rue Ordener dans le 18e arrondissement de Paris et exposent ensemble en 1956 après avoir peint dans le Rouergue. En 1957, il rencontre le sculpteur Marcel Gimond (1894-1961) et fonde un comité pour perpétuer sa mémoire après à sa mort.
En 1962 et 1964, il peint dans le Midi de la France, vers Saint-Raphaël et Menton, et à Bargemon aux côtés de son ami, le poète Marcel Sauvage. Il fait la rencontre de l'organisme Marie-Claire Alain qui le sollicite en 1972 pour exposer des toiles au festival de Saint-Donat, dans la Drôme.
En 1964, il rencontre Jean Cocteau. Sa fille Sandrine naît la même année. Un accident de voiture lui laisse des séquelles irréversibles qui lui font perdre peu à peu ses facultés auditives. Il s'installe dans un atelier à Recloses en forêt de Fontainebleau. Il peint à Saint-Mammès, sur les bords de la Seine et du Loing, à Chailly, à Barbizon et à Bourron-Marlotte. De 1965 à 1970, il va peindre à Amsterdam et dans le sud du Maroc. Il expose en Suisse. Dunoyer de Segonzac lui achète une aquarelle en 1969 et la veuve d'Albert Marquet l'invite à venir travailler dans l'atelier de son mari au 25 quai des Grands-Augustins à Paris.
Sa mère meurt en 1980 et, en 1981, le couple Forissier part à New-York. Il y reviendra à plusieurs reprises. Il va y peindre lors de son premier voyage une vingtaine de grandes toiles. Il fait le tour des grandes villes des États-Unis et visite la province de Québec. Il retourne travailler à New-York en 1982-1984.
Il organise un hommage à Robert Humblot (1907-1962) au Salon de Fontainebleau de 1985. 
Il est membre de l'Académie de Rabelais et président de l'association « École de Moret » qui organise le Salon annuel de Fontainebleau. Il est nommé chevalier des Arts et des Lettres.
Roger Forissier a peint plusieurs milliers de tableaux dont une très grande proportion de paysages, des natures mortes et des portraits. Il meurt en 2003 dans sa maison de Recloses où une plaque commémorative est apposée en hommage en 2005 par la Municipalité.

## Collections publiques

### Dessin
- L'Oiseau qui n'existe pas, 1979, Paris, Centre Georges-Pompidou

### Peinture
- Jardin des Tuileries, 1950, achat de l'État français, non localisé
- La Villa des Lyonnais, 1950, remporte une bourse du gouvernement des Pays-Bas, achat de l'État français, non localisé
- Neige sur le Canal Saint-Martin, 1960, musée des beaux-arts de Lyon
- Peinture murale, 1964, usine de reliure d'art Maurice Busenhart à Lausanne
- Peinture murale, 1975, Nouveaux Thermes du Mont-Dore
- Paris, Bibliothèque nationale de France, Cabinet des Estampes
- Collections municipales de Saint-Mammès
- Madrid, collections de la Casa de Velazquez

## Illustrations
- Raymond Radiguet, Le Diable au Corps, 16 lithographies, Éditions du Grésivaudan, Grenoble, 1971

## Publications
- Propos d'artiste, éditeur ?, 1968

## Prix
- 1937, prix national d'aquarelle
- 1950, prix de 5000.fr au Salon de la Société nationale des beaux-arts pour Autoportrait à la pipe
- 1951, lauréat de la Villa Descartes Amsterdam, Pays-Bas
- 1952, lauréat de la Casa de Velazquez à Madrid
- 1980, grand prix de peinture de Corbeil-Essonne
- 1988, prix de la Fondation Charles Oulmont

## Expositions
- Galerie Bréheret à Paris
- 1950, Salon de la Société nationale des beaux-arts : Autoportrait à la pipe
- 1950, Galerie Leuvrais : paysages de Lyon, portraits, vues de Paris, dont une toile achetée par l'État sur proposition de Raymond Cogniat, représentant Le Jardin des Tuileries
- 1950, Salon de la Jeune Peinture, à la Galerie des Beaux-Arts, chez Wildenstein, rue du Faubourg-Saint-Honoré
- 1951, Salon d'automne : La Villa des Lyonnais, acquit par l'État
- 1952, exposition à Amsterdam
- 1952, exposition des Six Lyonnais
- 1956, exposition avec Nathalie Chabrier à la Galerie Creuze, salle Balzac au numéro 15 rue Balzac à Paris
- 1957, exposition de l'École de Paris à la Galerie Charpentier
- 1958, membre du Comité du Salon de la Jeune Peinture
- 1958, exposition de Paysages de Paris, Galerie Saint-Georges, dirigée par Germaine Printz et où il exposera tous les deux ans jusqu'en 1964
- 1959, Biennale de Paris
- 1960, exposition parisienne de Trente Paysages
- 1961, exposition à Genève, hommage de la presse Suisse par Arnold Kohler dans la Tribune de Genève du 19 septembre 1961
- 1961, exposition « Peintres Français en Hollande » à l'Institut Néerlandais à Paris : deux toiles d'Amsterdam
- 1962, exposition à Lyon pour ses vingt ans de peinture
- 1964, exposition à la Galerie Saint-Georges
- 1970, rétrospective au Palais de la Méditerranée à Nice, exposition de 90 peintures, 23 aquarelles, 16 gouaches, 6 lavis, 14 gravures, 17 lithoraphies et un grand nombre de documents divers, de juillet à septembre sous le haut patronage d'Edmond Michelet, Ministre de la Culture
- 1978, exposition en Corse et à la Galerie Denise Valtat au 59 Rue La Boétie, Paris 9e
- 1979, exposition d'aquarelles à l'Institut français de Vienne, Autriche
- 1981, rétrospective au Centre Pablo Neruda à Corbeil
- 1982, expositions en Suisse, USA, Allemagne
- 1984, expositions en Suisse, USA, Allemagne
- 1985, rétrospective à l'Hôtel de Ville de Montélimar
- 1985, exposition au Château de Val à Bort-les-Orgues
- 1986, exposition[Où ?]
- 2001, « Montmartre aux Artistes »
- 2005, Académie Boittiat, « Hommage à Roger Forissier » au 40e grand prix de l'Académie
- 2007, exposition rétrospective à Salle des Associations, mairie de Saint-Mammès
- 2008, exposition en hommage posthume au 43e Salon de Montélimar à l'Hôtel de Ville

## Réception critique
- Raymond Cogniat : « Un art qui conserve, dans notre temps troublé, cette discrétion, cette bonne santé, mérite qu'on s'y arrête. On y découvre alors des subtilités beaucoup moins élémentaires qu'on ne l'aurait d'abord cru(…) Tant d'équilibre sain n'est certes pas à la mode et ne recherche pas les explosives découvertes. Mais n'est-ce pas déjà une originalité que cet effacement accepté ou voulu, que cette tranquille indifférence devant toutes les sollicitations et cette volonté - qui est peut-être un instinct - de rester dans les limites de soi-même. »[réf. nécessaire]
- Raymond Cogniat en 1961 à l'exposition de Genève dit dans une préface pour les Cahiers d'Art Documents (n°154, éd. Pierre Cailler) : « Forissier peintre figuratif, ne l'est pas agressivement, mais avec une tranquille certitude, sans que cela semble poser pour lui le moindre problème. Il l'est comme on respire, naturellement convaincu et sans chercher à convaincre. Sa peinture donne cette impression de stabilité qui inspire confiance, et si elle ne l'entraîne pas vers les attitudes excessives, vers les combats idéologiques, elle n'est cependant pas faite d'indifférence, et ainsi, échappe-t-elle au danger du juste milieu médiocre. »
- André Sevrac : « … Cette Hollande-là colle si bien à la sensibilité de l'artiste et à ses moyens… » in Progrès de Lyon, 1978.
- Georges Boudaille : « Ses paysages sont balayés par le vent comme ses longs va-et-vient du pinceau. » in Arts, 1951.
- Colan, article dans le Daily Mail, 1951.
- Robert Vrinat : « S'il le voulait, il serait le nouveau peintre de l'atmosphère parisienne, de ses gris aux réminiscences nuancées, de sa mélancolie et de sa joie. Mais souhaitons lui de se chercher encore longtemps et d'être aussi bien autre chose que son talent lui permet et lui promet », 1957.[réf. nécessaire]
- Maximilien Gauthier : « Largement construits et intelligemment résumés », au sujet de son exposition parisienne des « Trente Paysages ».[réf. nécessaire]